# Munsee

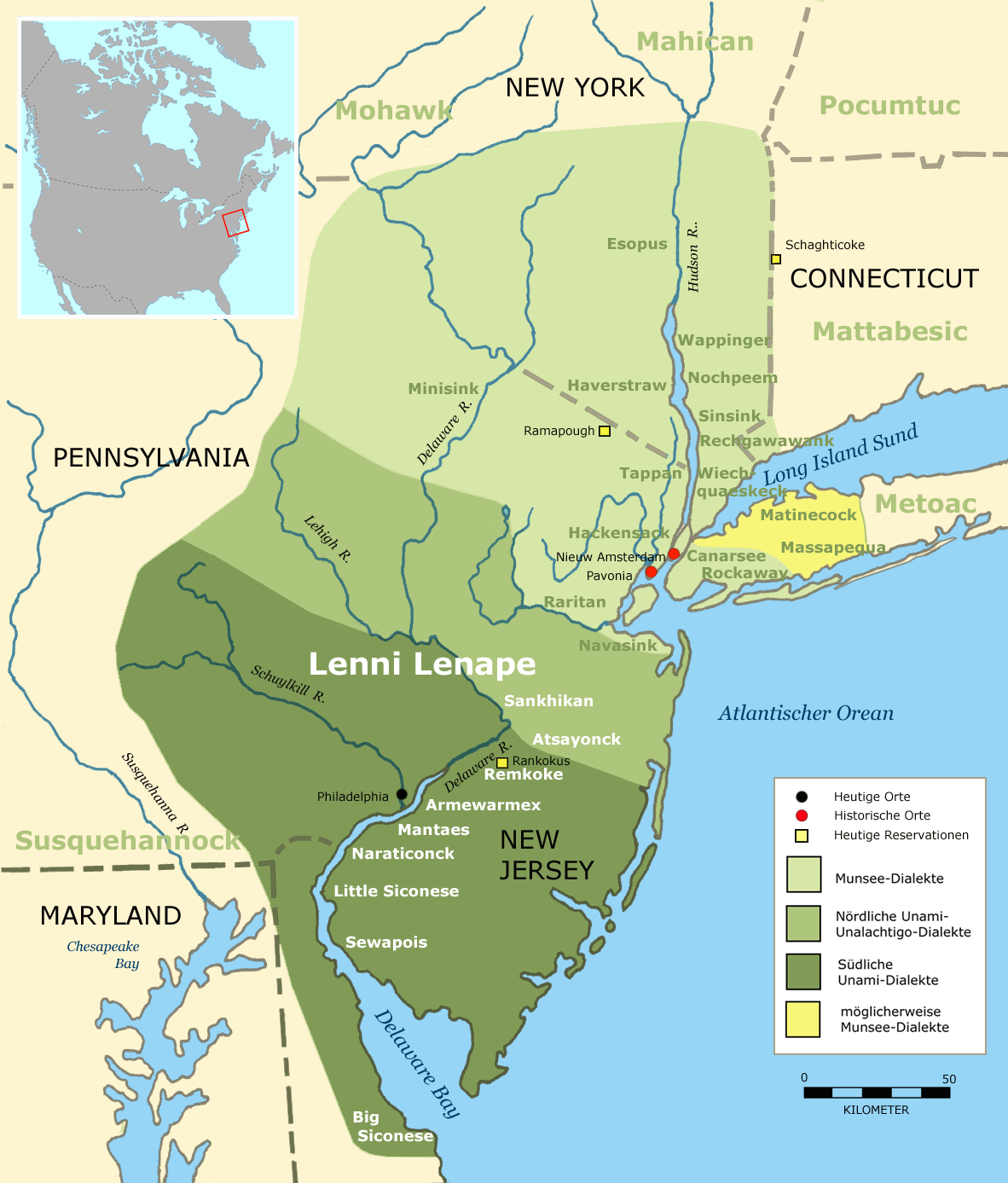
Ehemalige Wohngebiete der Munsee

Die Munsee oder Muncie (auch Munsiiw, Minnesink, Minsi, Mansiwak', Monsey) bilden zusammen mit den einst südlich von ihnen lebenden Unami Delaware oder Unami ab 1700 eine der zwei regionalen sowie Dialekt-Hauptgruppen der Lenni Lenape oder Delaware. Beide Gruppen sprachen eng verwandte Algonkin-Sprachen, die als Delawarisch oder Lenape-Sprachen bezeichnet werden. Jedoch sind diese untereinander nur schwer verständlich und unterscheiden sich so stark voneinander, dass das Munsee sowie das Unami heute nicht mehr als Dialekte, sondern als eigenständige eng verwandte Sprachen betrachtet werden. 
Die Munsee-Lenape lebten im 17. Jahrhundert etwa in der Gegend, in der die heutigen Bundesstaaten New York, Pennsylvania und New Jersey zusammentreffen, das heißt, im nördlichen New Jersey, im südöstlichen New York und östlichen Pennsylvania. Zu ihnen gehörten zum Beispiel die Esopus, Minisink, Canarsee und Wappinger.
Die in Wisconsin lebenden Stockbridge-Munsee sind bis heute die einzigen Munsee, die von den Vereinigten Staaten bundesstaatlich anerkannt wurden (siehe bei Mahican). In Ontario in Kanada gibt es zwei weitere anerkannte Gruppen, die Delaware Nation, Moravian of the Thames sowie die Munsee-Delaware First Nation (auch Muncie-Delaware First Nation). 

## Sprache
Als sprachwissenschaftliche Bezeichnung umfasst der Begriff Munsee alle Gruppen, die Dialekte der Munsee-Sprache benutzen. Nach den Klassifikationen von Goddard (1996) und Mithun (1999) gehört Munsee zu den östlichen Algonkin-Sprachen und wird zusammen mit der ausgestorbenen Unami-Sprache auch als Delaware-Sprache bezeichnet. Nach Erhebungen der UNESCO beherrschten im Jahre 2001 nur noch 10 Menschen in Kanada die Sprache. In den USA gilt sie als ausgestorben.
Die Sprecher beider delawarischen Sprachen – des Unami Delaware und des Munsee-Delaware – nennen sich Lenni Lenape, „Wahre Menschen“, oder einfach Lenape, „Menschen“. Im Englischen sind beide Stammesgruppen historisch meist als Delaware bekannt. Auf Unami wird dies /lənáːpe/ gesprochen und Lënape geschrieben, auf Munsee /lənáːpeːw/ gesprochen und Lunaapeew geschrieben. Eine Eigenbezeichnung der Sprache auf Munsee lautet Huluníixsuwaakan /hə̀lə̆ni·xsəwá·kan/ und auf Unami Lënapei èlixsuwakàn /ləná·pe èli·xsuwá·kan/. Sprache allgemein heißt Lixsëwakàn /̀li·xsuwá·kan/.
Das Exonym "Delaware" stammt von den englischen Siedlern, die zunächst den Delaware River nach dem Baron De La Warr, den Gouverneur der Kolonie Jamestown (Virginia) benannten und danach die dort lebenden Indigenen. Dieser Name blieb auch erhalten, als die Lenni Lenape lange nicht mehr dort lebten, und er bezeichnet bis heute deren Sprachen.

## Geschichte
Von den Weißen verdrängt und von den Irokesen unterdrückt wurden sie von 1650 an nach Westen gedrängt und schlossen sich zusammen. Nach 1690 zogen die Munsee in Etappen westwärts, blieben eine Zeit lang am Susquehanna River und im Allegheny-Gebirge in Pennsylvania, am Muskingum River in Ohio und am White River in Indiana. Die Gruppen aus dem Land östlich des Hudson Rivers zogen sich ins Inland zurück und begannen, sich an abgelegenen Treffpunkten zu versammeln. Die Minisink als größte Gruppe zogen nordwestlich zum nördlichen Arm des Susquehanna Rivers und vereinigten sich mit den Munsee sprechenden Lenape aus dem Hudsontal. Im Laufe der Zeit änderte sich der Name für diese neue Gruppe von Minisink in Munsee oder Muncie, wobei Munsee Person vom Minisink (River) bedeutet. Nach 60 Jahren Vertreibung lebten ihre Nachkommen gemeinsam mit Zugewanderten aus anderen Stämmen jenseits des Ohio Rivers und erneuerten ihre Allianz, erklärten ihre Unabhängigkeit gegenüber den Irokesen und widersetzten sich den vordringenden Weißen. Im Franzosen- und Indianerkrieg (1754–1763) kämpften sie gegen den britischen General Edward Braddock und unterstützten zunächst die Amerikaner im Amerikanischen Unabhängigkeitskrieg (1775–1783). Im Vertrag von Greenville (1795) verzichteten sie auf ihr Land in Ohio. Viele der Gruppen lebten verstreut, einige hatten sich aber um 1835 in Kansas wieder gesammelt und wurden 1867 in das Indianerterritorium (heute Oklahoma) umgesiedelt.
Die wohl bekannteste Gruppe der Munsee sind die Christlichen Munsee. Das erklärte Ziel der Herrnhuter Brüdergemeine unter David Zeisberger war die Bekehrung der Munsee, obwohl sie auch zu anderen Stämmen Kontakt hatten. Sie folgten diesem Stamm von Pennsylvania über Ohio und Indiana schließlich bis nach Kansas. Im Jahr 1772 gründete Zeisberger den Ort Gnadenhütten am Tuscarawas River für konvertierte Lenape, in dem sich zehn Jahre später das Gnadenhütten-Massaker ereignete.

## Heutige Situation

### Kanada
Southern First Nations Secretariat
- Munsee-Delaware First Nation, auch Muncie-Delaware First Nation: 1840 erlaubten die Chippewa, die heutigen Chippewas of the Thames First Nation, den hierher geflüchteten Christlichen Munsee, auch Mährische Indianer genannt, einen Teil ihres Reservats zu nutzen, woraus ihr heutiges rund 10,54 km² umfassendes Reservat Munsee-Delaware Nation #1 entstand. Es liegt etwa 24 km westlich von St. Thomas am Westufer des Thames River. Sie wurden 1967 als eigenständige First Nation anerkannt; ihr Verwaltungssitz ist Munceytown, Ontario. Sie haben 591 Stammesmitglieder.[7]

- Delaware Nation, Moravian of the Thames Band, auch Moravian of the Thames First Nation oder Moravian of the Thames Band/Delaware Nation: Ihr Reservat Moravian #47 umfasst rund 12,8 km² entlang des Südufers des Thames River und liegt etwa 56 km südwestlich von Sarnia, Ontario. Der Verwaltungssitz ist Thamesville in Chatham-Kent, Ontario. Sie waren ebenfalls ursprünglich flüchtende Christliche Munsee, nennen sich heute selbst in Munsee Lunaapeew, das gleichbedeutend mit dem Unami-Delaware-Wort Lenape ist.[8] Sie identifizieren sie sich selbst als Delaware, betrachten nur die benachbarten Munsee-Delaware von Munceytown als Munsee (oder Munsiiw). Sie bezeichnen diese wegen ihrer traditionellen, konservativen Haltung oft als troublemakers (dt. Unruhestifter). Der Stamm zählt 1.228 Mitglieder.[9]

### Vereinigte Staaten von Amerika
In Wisconsin befindet sich die einzige Munsee-Gemeinde die von den USA auf Bundesebene offiziell als Stamm anerkannt ist (federally recognized tribe). Neben dieser gibt es noch weitere Munsee-Gemeinden, die jedoch nicht anerkannt sind. 
- Stockbridge-Munsee Community Band of Mohican Indians, auch Stockbridge-Munsee Band of Mohican Indians, bestehend aus Stockbridge[10] (mehrheitlich Mahican), zugewanderten Christlichen Munsee sowie Unami-sprachigen Brotherton Delaware aus New Jersey (früher auch Cranbury-Crosswicks bands genannt),[11] die nach 1819 vom Staat New York nach Wisconsin umgesiedelt wurden. Sie identifizieren sich heute jedoch mehrheitlich als Mahican oder Muh-he-con-neok (dt. Leute am Wasser, das immer fließt), da sie ursprünglich entlang des Hudson Rivers (Mahicannituck - ‘Wasser, das immer fließt’) siedelten. Die Stockbridge-Munsee Indian Reservation im Shawano County umfasst ca. 90 km² sowie die Städte Bartelme und Red Springs, Verwaltungssitz ist Bowler in Wisconsin. Sie betreiben erfolgreich das North Star Mohican Casino Resort.[12] Der Stamm zählt rund 1.500 Mitglieder.[13]